# ジュリオ・ヌチャーリ
ジュリオ・ヌチャーリ（Giulio Nuciari, 1960年4月26日 - ）は、イタリアの元サッカー選手、サッカー指導者。ポジションはゴールキーパー。

## 経歴
主にACミランとUCサンプドリアで控えGKとして在籍した。セリエAの出場こそ通算17試合に留まったが、ベンチ入り通算333試合は現在でもセリエA史上最多記録である。現役引退後はイタリア国内のクラブでGKコーチやアシスタントコーチを務めている。